# Sarisa muriferata
Sarisa muriferata är en fjärilsart som beskrevs av Walker 1862. Sarisa muriferata ingår i släktet Sarisa och familjen mätare. Inga underarter finns listade.